# Florian Wilk
Florian Wilk (* 9. Mai 1961 in Essen) ist ein deutscher evangelischer Theologe.
Der Sohn eines Frauenarztes studierte von 1981 bis 1988 Evangelische Theologie an der Georg-August-Universität Göttingen und am St. Mary College der University of St Andrews. 1988 erfolgte das erste Theologische Examen. Von 1991 bis 1993 war er Vikar der evangelisch-lutherischen Landeskirche Hannovers in der Kirchengemeinde Bassum. 1993 erfolgte das zweite Theologische Examen. Von 1993 bis 1999 war er Wissenschaftlicher Assistent an der Friedrich-Schiller-Universität Jena. 1996 promovierte er in Jena.
Von 1999 bis 2002 war Wilk Pastor der Evangelisch-lutherischen Landeskirche Hannovers. Im Jahr 2000 erfolgte seine Habilitation in Jena mit der Arbeit Jesus und die Völker in der Sicht der Synoptiker. Von 2002 war 2003 Wilk Professor für Gemeindepädagogik und Diakonie mit dem Schwerpunkt Biblische Theologie an der Evangelischen Fachhochschule Rheinland-Westfalen-Lippe in Bochum. Seit 2003 lehrt Wilk als Professor für Neues Testament an der Theologischen Fakultät der Georg-August-Universität Göttingen. Seine Arbeitsschwerpunkte sind die Exegese des Neuen Testaments vor dem Horizont des hellenistischen Judentums und im Zusammenhang des Alten Testaments, die paulinischen Briefe, die Synoptischen Evangelien und Biblische Theologie. Er ist Universitätsprediger an der Universitätskirche St. Nikolai in Göttingen.

## Schriften
- Erzählstrukturen im Neuen Testament. Methodik und Relevanz der Gliederung narrativer Texte. UTB 4559, Tübingen 2016, ISBN 978-3-8252-4559-7.
- Jesus und die Völker in der Sicht der Synoptiker (= Zeitschrift für die neutestamentliche Wissenschaft. Beihefte zur Zeitschrift für die neutestamentliche Wissenschaft. Band 109). De Gruyter, Berlin 2002, ISBN 3-11-017179-1.
- Die Bedeutung des Jesajabuches für Paulus (= Forschungen zur Religion und Literatur des Alten und Neuen Testaments. Band 179). Vandenhoeck & Ruprecht, Göttingen 1998, ISBN 3-525-53863-4.